# گرهارت آرمور هانسن
گرهارت آرمور هانسن (آلمانی: Gerhard Armauer Hansen؛ ‏ تلفظ آلمانی: [ˈɡeːɐ̯haʁt]؛ زاده ۲۹ ژوئیهٔ ۱۸۴۱ درگذشته ۱۲ فوریهٔ ۱۹۱۲) یک فیزیک‌دان و دانشمند در زمینه همه‌گیرشناسی اهل نروژ بود. شهرت هانسن بخاطر کشف باکتری عامل جذام است. او در شهر برگن نروژ متولد شد و در دانشگاه کریستیانای نروژ (دانشگاه اسلو امروزی) فارغ‌التحصیل شد. هانسن در اثر یک حمله قلبی در سال ۱۹۱۲ درگذشت.